# Wolfson College (Cambridge)
Ne doit pas être confondu avec Wolfson College (Oxford).
Wolfson College est un des 31 collèges de l'université de Cambridge en Angleterre. Il a été fondé en 1965.

## Personnalités liées au Wolfson College

### Professeurs
- Felicia Gordon